# 三井誠 (法学者)
三井 誠（みつい まこと、1942年1月4日 -）は、日本の法学者。同志社大学客員教授。神戸大学名誉教授。専門は刑事訴訟法。法学博士（東京大学、1969年、学位論文「起訴便宜主義」）。佐賀県佐賀市出身。

## 経歴
- 1960年3月 - 福岡県立修猷館高等学校卒業
- 1964年3月 - 九州大学法学部卒業
- 1966年3月 - 東京大学大学院法学政治学研究科民刑事法専攻 修士課程修了
- 1969年3月 - 同博士課程修了。法学博士（学位論文「起訴便宜主義」）
- 1970年4月 - 神戸大学法学部助教授
- 1977年4月 - 神戸大学法学部教授
- 2000年4月 - 神戸大学大学院法学研究科教授
- 2005年3月 - 神戸大学大学院法学研究科 定年退職
- 2005年4月 - 同志社大学大学院司法研究科教授　神戸大学名誉教授
- 2012年3月 - 同志社大学大学院司法研究科 退職[1]
- 2020年11月 - 瑞宝中綬章受章[2][3]

学外の役職
- 旧司法試験考査委員
- 大学設置・学校法人審議会専門委員(大学設置分科会)(2003年 -)
- 大学評価・学位授与機構法科大学院認証評価委員会委員(2005年 -)
- 下級裁判所裁判官指名諮問委員会･地域委員会委員(2006年 -)
- 組織的な大学院教育改革推進プログラム委員会委員（2009年 -）
- 法務省入国管理局・難民審査参与員（2010年 -）

## 著書
- 『刑事手続法（1）-（3）』（有斐閣）
- 『有斐閣新書 刑法学のあゆみ』（有斐閣）共著
- 『入門刑事法』（有斐閣）共著
- 『入門刑事手続法』（有斐閣）酒巻匡との共著。
- 『判例教材 刑事訴訟法』（東京大学出版会）初版・第2版は井上正仁との共同編纂であったが、現行の第3版に至り、単独編纂となる。
- 『刑法理論史の総合的研究』（日本評論社）共著